# Pablo Vacaría
Pablo Vacaría (25 de noviembre de 1980 en Monte Maíz, Córdoba, Argentina) es un ex delantero y su último club fue Comunicaciones, surgió de las divisiones inferiores de Rosario Central.

## Trayectoria
Sus divisiones inferiores fueron en Rosario Central donde debutó en la Primera División. Tiene pasado en Tiro Federal, Almagro, Olmedo de Ecuador y Defensa y Justicia.
En la temporada 2008/2009 jugó para Deportivo Morón. Su debut allí fue el 11 de agosto de 2008, en el encuentro en el que el Gallo derrotó 3 a 1 a Tristán Suárez por la tercera fecha del torneo de la B Metropolitana 2008/09.
Para la temporada 2009/2010 de Primera B Nacional firmó con Sportivo Italiano, para luego pasar una temporada por San Telmo y luego en el año 2011 por
Comunicaciones. A principios del año 2014 arribó a Deportivo Morón. 
A mitad del año 2014 regresó a Comunicaciones, donde es uno de los más importantes jugadores del plantel.

## Clubes
| Club               | País      | Año         |
| ------------------ | --------- | ----------- |
| Rosario Central    | Argentina | 1995 - 2002 |
| Olmedo             | Ecuador   | 2002 - 2003 |
| Tiro Federal       | Argentina | 2003 - 2005 |
| Almagro            | Argentina | 2005 - 2006 |
| Defensa y Justicia | Argentina | 2007 - 2008 |
| Deportivo Morón    | Argentina | 2008 - 2009 |
| Sportivo Italiano  | Argentina | 2008        |
| San Telmo          | Argentina | 2010 - 2011 |
| Comunicaciones     | Argentina | 2012 - 2013 |
| Tristán Suárez     | Argentina | 2013        |
| Deportivo Morón    | Argentina | 2014        |
| Comunicaciones     | Argentina | 2014 - 2015 |

## Estadísticas
| Club                | PJ  | G  | Promedio |
| ------------------- | --- | -- | -------- |
| Deportivo Morón     | 17  | 12 | 0,70     |
| Sportivo Italiano   | 7   | 2  | 0,28     |
| San Telmo           | 32  | 15 | 0,46     |
| Club Comunicaciones | 48  | 20 | 0,41     |
| Tristán Suárez      | 12  | 3  | 0,25     |
| Deportivo Morón     | 7   | 1  | 0,14     |
| Club Comunicaciones | 17  | 6  | 0,35     |
| Total en su carrera | 140 | 59 | 0,42     |